# Umbu Sibohou
Umbu Sibohou is een bestuurslaag in het regentschap Nias Selatan van de provincie Noord-Sumatra, Indonesië. Umbu Sibohou telt 933 inwoners (volkstelling 2010).